# Kalevala
För andra betydelser, se Kalevala (olika betydelser).
Kalevala är ett finskt och karelskt nationalepos. Det är en hjältedikt i 50 sånger, skriven på versformen kalevalameter eller finsk runometer, som kännetecknas av allitterationer och särskild rytm. Texterna är upptecknade muntliga berättelser i versform, som på 1800-talet sammanställdes till en helhet av Elias Lönnrot. Lönnrot skrev några egna verser, men de utgör endast tre procent av hela eposet. Kalevalas händelseförlopp och gestalter är en skapelse av Lönnrot. Det centrala temat, maktkampen mellan det mörka Pohjola och det ljusa Kalevala, har en bakgrund från det hårda livet vid Vita havets stränder i de ryska byarna Vuonninen, Kuusilahti, Kepa, Luusalmi, Borovoi och Kalevala. Diktverket har också vissa likheter med Aleksandr Pusjkins Sagan om Saltan, som kom ut strax innan Lönnrot började studera på universitetet i början på 1820-talet.[källa behövs]

## Kalevalas tillkomst

### Runor
Den finska folkdiktningen består av "runor", (finska runo, plur. runot, ett ord av skandinaviskt ursprung). Den består av sånger med historiskt eller religiöst innehåll, episka eller halvepiska skildringar av sagohjältars gärningar, lyriska dikter, besvärjelser, bröllopssånger m.m. Allt är skrivet på runometer. Visor av mera skämtsamt innehåll (rekilauluja) och klagan över den döde (itkuja) har dock annan meter. Runometern består av 4 trokéer i varje versrad, har ingen strofindelning och inget slutrim, men i dess ställe allitteration, dock bara inom samma versrad. Utmärkande för denna folkpoesi är även parallellism, upprepning av samma tanke i två eller flera versrader.
Exempel:
Kullervo, Kalervon poika,
Sinisukka äijön lapsi,
Siitä suorikse sotahan,
Vainotielle valmistaikse.
(Kullervo, Kalervos son,
Blåstrumpa, gubbens barn,
Bereder sig till strid,
Rustar sig till krigsstigen.)
Samma meter används även i många gåtor, ordspråk och talesätt.

### Finsk folkdiktning före Kalevala
Ända till 1500-talet sjöngs den finska folkpoesin mycket i hela landet men på 1600-talet försvann den i västra Finland. Reformationen hade gjort den svenska kyrkan mer sträng mot icke-kristna traditioner. Dess inflytande var dock svagare i Karelen. De första egentliga uppteckningarna av finsk folkpoesi är från 1700-talet, och banbrytaren inom detta var Henrik Gabriel Porthan. Det var dock först i början av 1800-talet som, via James Macphersons Ossians sånger, Johann Gottfried von Herders Stimmen der Völker, Arvid August Afzelius' och Erik Gustaf Geijers Svenska folkvisor, som det intresse som vaknat ute i Europa för folkpoesi och det folkliga på allvar nådde Finland. Carl Axel Gottlund och hans vänner började kring 1810-talets mitt ett intensivt uppteckningsarbete. I Uppsala, dit de flyttade, väckte deras entusiasm stort intresse. Genom tysken Johann Hieronymus Schröters av dem inspirerade lilla samling Finnische Runen (1819) överfördes denna uppmärksamhet även till Finland, där också den danske språkforskaren Rasmus Rasks samtidiga besök och hans livliga intresse för finska språket kraftigt bidrog till att öka intresset. Reinhold von Becker gjorde 1819 en lång resa genom norra Finland för dialektundersökningar och runosamling och började året därpå i sitt folkblad Turun Viikko-Sanomia (Åbo veckonyheter) publicera ett försök till sammanställning till ett helt av en del runor om sagohjälten Väinämöinen. 1822 utgav Zacharias Topelius d. ä. första häftet av Suomen kansan vanhoja runoja (Finska folkets gamla runor; 5 häften 1822–31), i vilket för första gången sånger från de runorikaste trakterna i ryska Karelen framträdde och visades upp. I dessa visade han att det inte bara fanns fragment av runosången kvar att rädda, utan också att den i vissa trakter ännu var en levande tradition.

### Elias Lönnrots resor
Vid samma tid vistades den unge studenten Elias Lönnrot som informator hos en professorsfamilj, kring vars sommarställe han hörde sägner berättas och runor sjungas, och gjorde sina första försök som runosamlare. Här kom han också i kontakt med Becker och fick under hans ledning sätta sig in i allt vad man visste om den finska folkpoesin. Becker kom överens med sin lärjunge om att denne skulle fullständiga hans framställning av runorna om Väinämöinen. 1827 publicerade Lönnrot sin disputation De Väinämöine priscorum Fennorum numine I, i vilken han, mest i prosaform, ger en sammanhängande framställning av Väinämöinens liv och leverne. De av Topelius utgivna runorna kallade honom emellertid till eget samlararbete. 1828 begav han sig på sin första fotvandring till och genom Karelen, där han inte kunde komma till de bästa runotrakterna längst i norr. Sina samlingar gav han ut under titeln Kantele (Cittran; 4 häften 1829–31). I detta följde den av de äldre runoutgivarna använda metoden att smälta ihop olika varianter av samma sång till en enda. Efter en kortare resa 1831 kunde han på en tredje färd 1832 tränga längre mot norr än förut och göra större samlingar. Under sommaren 1833 arbetades runovarianterna om Lemminkäinen samman till två längre runor om denne hjälte. En kortare resa samma år förde honom till slut till de bästa runotrakterna i ryska Karelen. Detta hade en avgörande betydelse för sammanställandet av Kalevala. Ett par av de sångare, som han här träffade, förenade med varandra inte bara olika episoder av en och samma hjältes gärningar, utan även runor om olika hjältar till ett helt.

### Kalevala börjar ta form
Förut hade Lönnrot avsett att förena de olika runorna till en serie av smärre epos. Under intryck av vad han nu hörde föddes tanken att förena dem alla till ett enda, stort epos. Det första utkastet, kallat Runokokous Väinämöisestä (1833, översatt till svenska som Runosamling om Väinämöinen, tryckt 1892), omfattade 5052 versrader, indelade i 16 sånger. En ny färd till samma trakter 1834 gav nytt viktigt material som arbetades in i det gamla. 1835 utkom så Kalevala i sin första upplaga, den så kallade gamla Kalevala (12078 versrader, fördelade på 32 "runor"). De följande åren gjorde Lönnrot nya samlingsresor. Från dessa och nästan ännu mera från hans medhjälpares resor hemfördes en mängd nytt material med vars hjälp Kalevala omarbetades och utvidgades till sitt nuvarande omfång. Kalevalas andra upplaga, den så kallade nya Kalevala, utkom för första gången 1849. Den omfattar 22795 versrader, fördelade på 50 runor. Bland de nyssnämnde medhjälparna utmärkte sig Daniel Europaeus, som hemförde omkring hälften av det nytillkomna materialet, varibland de i Ingermanland upptecknade Kullervorunorna. Andra som bidrog var Henrik August Reinholm och August Engelbrekt Ahlqvist.

## Kalevalas innehåll

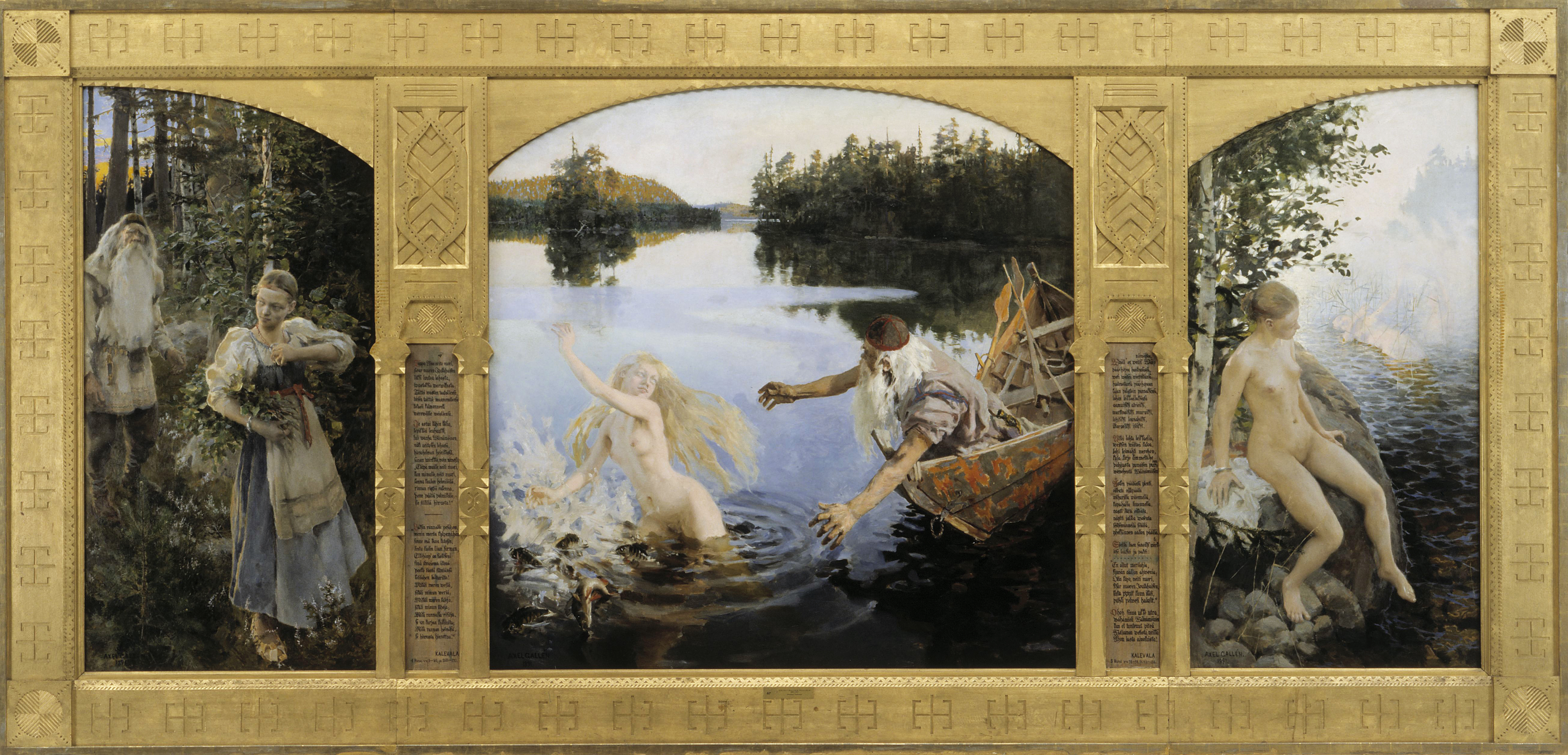
"Ainomyten" av Akseli Gallen-Kallela 1891.

I Kalevala skildras först världens skapelse (runorna 1–2), Väinämöinens besvär i sångartävlan med rivalen Joukahainen (3), frieri till hans syster Aino och dennas död (4–5). Väinämöinen gör en misslyckad friarfärd till en skön jungfru i Pohjola, det mörka landet i norr (i motsättning mot Väinämöinens ljusa land Kalevala) (6–9). Ilmarinen luras till Pohjola och smider där lyckoredskapet, pengakvarnen Sampo för att vinna jungfrun, som dock inte heller vill följa honom (10). Lemminkäinen dödas på sin friarfärd till samma jungfru och återuppväcks av sin mor (11–15). Väinämöinen far till dödsriket efter en trollformel för fartygsbygge (16), finner den sedan i jätten Vipunens mage, bygger skeppet (17) och far på en ny friarfärd till Pohjola (18). Ilmarinen har dock också begett sig dit och får jungfrun (19), varefter bröllop firas med långa bröllopsrunor (20–25).
Lemminkäinen drar ut på ett fruktlöst hämndtåg till Pohjola (26–30). Slaven Kullervo dödar Ilmarinens maka, förför en flicka, som visar sig vara hans försvunna syster, dödar sin fars baneman och till slut också sig själv (31–36). Ilmarinen smider sig en ny hustru av guld och silver, som dock inte duger (37) och rövar i stället bort sin avlidna hustrus syster (38). Väinämöinen, Ilmarinen och Lemminkäinen far till Pohjola och rövar Sampo därifrån – på vägen skapas en kantele av en jättelik gäddas käke (39–42). Pohjolas härskarinna förföljer de flyende (43–46), tar fast sol och måne och lägger beslag på elden (47). De befrias dock åter (48–49). Jungfrun Marjatta föder en son som döps till Karelens kung. Väinämöinen blir arg för det och överger sitt land, men lämnar kantelen kvar till sitt folks eviga glädje (50).

## Kalevalaforskningen i slutet av 1800-talet och tidigt 1900-tal

### Kalevalas äkthet ifrågasätts
Under de första decennierna efter Kalevalas tillkomst fästes all uppmärksamhet vid den tryckta editionen och ingen vid det material den byggde på. Man vande sig att anse att Kalevala var ett folkligt epos, som sedan urminnes tider i mer eller mindre fullständig form traderats muntligt och sedan rekonstruerats av Lönnrot. Kalevala blev en bibel, i vilken man studerade fornfinnarnas liv, seder och religion, och den jämställdes med Homeros sånger, Nibelungenlied och liknande. Först på 1870-talet började den verkliga Kalevalaforskningen, grundad på själva runomaterialet, vilket Lönnrot med största nit bevarat. Samtidigt igångsattes en systematisk uppteckning av den finska folkpoesien. Den egentlige banbrytaren för denna forskning var Julius Krohn; hans verk fortsattes och avslutades av sonen Kaarle Krohn i arbetet Kalevalan runojen historia (Kalevala-runornas historia; 1903–10). Bland de övriga Kalevalaforskarna fanns även finländarna August Robert Niemi och Axel August Borenius samt italienaren Domenico Comparetti.
Genom denna forskning konstaterades att det inte funnits något gammalt, enhetligt epos av Kalevalas art, som blivit rekonstruerat av Lönnrot. Folket självt har känt och känner endast enstaka runor, vilkas form och innehåll växlat från trakt till trakt. De mest utstuderade runorna fann man längst i nordöstra Karelen, och de enklaste längst i sydväst och söder. I ryska Karelen fann man de mest utstuderade episka runorna. Där hade Sampomotivet nått sin fullkomliga utveckling och drar till sig en hop andra motiv. Först där kunde Lönnrot i sångarnas sammanknytningar av runor finna något egentligt uppslag till sammanställande av alla episka runor till ett enhetligt epos. Även de längsta runor som dessa sångare, med sammanbindande av olika runocyklar, framförde var dock mycket korta i förhållande till Kalevala (högst omkring 450 versrader). Även i ålder måste runorna från olika trakter vara mycket olika. Vid sammanställandet av runorna har Lönnrot arbetat ihop olika varianter av samma sång till en enda och sammanfogat de olika sångarna till en helhet, delvis med ledning av de sammanknytningar vissa runosångare använt, delvis efter eget huvud. På så sätt uppkom ibland helt nya berättelser. Vissa sånger, som hos folket hänförde sig till olika hjältar, sammanfördes med varandra genom att hjältarnas namn byttes. Somliga mindre poetiska vändningar och episoder skrevs om och byggdes ut. Långa besvärjelser och bröllopssånger sköts in på lämpliga ställen. Vid all denna bearbetning har Lönnrot dock nästan aldrig behövt använda sina egna ord, utan använt formuleringar från runovarianterna. Själva namnet Kalevala är sällsynt i folkets egen diktning. På alla ställen där det förekommer i den tryckta Kalevala är namnet insatt av Lönnrot själv.
I fråga om sin ställning till materialet och sitt verk jämställde sig Lönnrot själv med runosångarna, med den skillnad att han behärskade ett mångdubbelt större material än de. Detta har också erkänts av den tidens finska Kalevala-forskare, som därmed hävdat Kalevalas legitimitet som det finska folkets skapelse och som ett verkligt folkepos.

## Kalevalas inflytande på finsk kultur
Under de första decennierna efter dess framträdande hade Kalevala inget betydande inflytande. Så småningom, i samband med den allmänna nationella väckelsen i Finland, steg dock dess inflytande. Den sågs som en Odyssé eller Iliad. Bland de litteraturalster, som hämtat sina ämnen och sin form från Kalevala finns Juhana Henrik Erkkos dramer Aino och Kullervo. På Kalevalamotiv är många av Akseli Gallen-Kallelas tavlor byggda, likaså åtskilliga av Carl Eneas Sjöstrands, Robert Stigells och Emil Wikströms med fleras skulpturarbeten. Efter Kalevalas mönster har det estniska Kalevipoeg skapats. Det har även varit förebild för Henry Wadsworth Longfellows Hiawathas sång.
Gamla Kalevalas förord är daterat 28 februari 1835, och under Finlands ofredsår firades samma datum 1910 Kalevalas 75-årsfest med stor högtidlighet överallt i Finland. Förslag fanns före Finlands självständighetsförklaring 6 december 1917 att göra 28 februari till finsk nationaldag.

## Namn och begrepp i Kalevala
| Ahti                | Annat namn på Lemminkäinen                                                      |
| Ahto                | Havsgud                                                                         |
| Ahtola              | Havsgudarnas hem under havet                                                    |
| Aino                | Joukahainens syster som dränker sig hellre än gifter sig med Väinämöinen        |
| Alve                | En sjö                                                                          |
| Annikki             | Ilmarinens syster                                                               |
| Antero Vipunen      | Jätte som kan besvärjelser som Väinämöinen behöver                              |
| Blomstergås         | En ko – Hermikki                                                                |
| Eneling             | Trädnymf (En) – Katajatar                                                       |
| Furuling            | Trädnymf (Tall) – Hongatar                                                      |
| Grannlåt            | En ko – Mairikki                                                                |
| Hiisi               | En ond ande / Det onda                                                          |
| Hiitola             | Hiisis land                                                                     |
| Häggeling           | Trädnymf (Hägg) – Tuometar                                                      |
| Iku-Turso           | Ett stort troll som bor i havet                                                 |
| Ilmarinen           | Kalevalas mytiske smed                                                          |
| Ilmatar             | Väinämöinens mor, luftens dotter                                                |
| Ilpotar             | Annat namn på Louhi                                                             |
| Imatra              | Vattenfall i älven Vuoksen                                                      |
| Iro                 | Jungfru som födde Väinämöinen, Ilmarinen och Joukahainen                        |
| Joukahainen         | Den unge mannen som utmanar Väinämöinen på dikt och sejdkamp                    |
| Jumala              | Annat namn på Ukko                                                              |
| Juokola             | Joukahainens land                                                               |
| Kalervo             | Untamos bror, Kullervos far                                                     |
| Kalervoinen         | Annat namn på Kalervo                                                           |
| Kalevala            | Karelen                                                                         |
| Kalma               | Annat namn på Tuoni – dödsguden                                                 |
| Kantele             | Fem till sextonsträngad cittra, knäppinstrument                                 |
| Kauko               | Annat namn på Lemminkäinen                                                      |
| Kaukomieli          | Annat namn på Lemminkäinen                                                      |
| Kauppi Lyylikki     | Mytisk snickare som slöjdar skidor åt Lemminkäinen                              |
| Kimmo               | En ko                                                                           |
| Kyllikki            | Lemminkäinens fru                                                               |
| Kullervo            | Kalervos olycksalige son                                                        |
| Lemminkäinen        | Kalevalas skälm och förste älskare, Lempis son                                  |
| Lempi               | Lemminkäinens far                                                               |
| Lempo               | En ond ande                                                                     |
| Louhi               | Husmodern i Pohja, huvudmotståndare till Kalevalahjältarna                      |
| Majrik              | En ko – Syötikki                                                                |
| Marjatta            | Kalevalas jungfru Maria                                                         |
| Metsola             | Skogen                                                                          |
| Mielikki            | Skogsnymf Tapios fru                                                            |
| Muuriki             | Svart ko                                                                        |
| Nygås               | En ko – Tuorikki                                                                |
| Nyyrikki            | Tapios son                                                                      |
| Osmo                | Annat namn för Kalevala                                                         |
| Pohja               | Gården och landet i norr som Louhi regerar över                                 |
| Pohjola             | Annat namn för Pohja                                                            |
| Rönneling           | Trädnymf Rönn – Pihlajatar                                                      |
| Saarilainen         | Annat namn på Lemminkäinen                                                      |
| Sampo               | Mytisk lyckokvarn som tycks kunna tillfredsställa de flesta av människans behov |
| Sampsa Pellervoinen | Fruktbarhetsgud                                                                 |
| Sariola             | Annat namn på Pohja                                                             |
| Sommarling          | Sommargudinna – Suvetar                                                         |
| Sunnanling          | Sydvindens gudinna – Etelätär                                                   |
| Tapio               | Skogens gud                                                                     |
| Tapiola             | Skogen                                                                          |
| Tellervo            | Tapios dotter                                                                   |
| Tiera               | Lemminkäinens kumpan                                                            |
| Tuonela             | Dödsriket                                                                       |
| Tuonetar            | Tuonis dotter                                                                   |
| Tuoni               | Dödsguden                                                                       |
| Ukko                | Himmelsgud, åskgud                                                              |
| Untamo              | Kalervoinens bror och dräpare                                                   |
| Untamoinen          | Annat namn på Untamo                                                            |
| Vattgås             | En ko – Juotikki                                                                |
| Vuoksen             | Älven från Saimen till Ladoga                                                   |
| Väinämöinen         | Kalevalas stora hjälte, den evige vismannen                                     |
| Äijö                | Iku-Tursos far                                                                  |

## Översättningar av Kalevala
| Språk        | År            | Översättare                                    | Anmärkning                       |
| ------------ | ------------- | ---------------------------------------------- | -------------------------------- |
| svenska      | 1841          | M. A. Castrén                                  | gamla Kalevala (originalet 1835) |
|              | 1851          | Carl Gustaf Borg                               | Kullervo                         |
|              | 1864–1868     | Karl Collan                                    | nya Kalevala (originalet 1849)   |
|              | 1884          | Rafaël Hertzberg                               | fri översättning                 |
|              | 1944          | Olaf Homén                                     | förkortad svensk upplaga         |
|              | 1944          | Wilhelm Zilliacus                              | i urval                          |
|              | 1948          | Björn Collinder                                | 10% av texten saknas             |
|              | 1999          | Lars Huldén och Mats Huldén                    | hela Kalevala                    |
|              | 2007          | Lina Stoltz                                    | Kalevala berättad                |
| franska      | 1845 och 1867 | Léouzon le Duc                                 | gamla respektive nya, till prosa |
|              | 1927          | Jean Louis Perret                              | på vers                          |
|              | 1991          | Gabriel Rebourcet                              | på vers                          |
| tyska        | 1852          | Anton Schiefner                                |                                  |
|              | 1885–1886     | H. Paul                                        |                                  |
|              | 1967          | Lore Fromm, Hans Fromm                         |                                  |
| ungerska     | 1871          | F. Barna                                       |                                  |
|              | 1909          | J. Vikars                                      |                                  |
| engelska     | 1888          | J. M. Crawford                                 |                                  |
|              | 1907          | W. F. Kirby                                    |                                  |
|              | 1963          | Francis Peabody Magoun, Jr.                    | prosaöversättning                |
|              | 1989          | Keith Bosley                                   |                                  |
|              | 1998          | Eino Friberg                                   | förord av George C. Schoolfield  |
| ryska        | 1889          | L. P. Bjelskij                                 |                                  |
| estniska     | 1891–1898     | M. J. Eisen                                    |                                  |
| tjeckiska    | 1894–1895     | J. Holecek                                     |                                  |
| danska       | 1907          | Ferdinand Ohrt                                 | urval                            |
|              | 1994          | Hilkka & Bent Søndergaard                      |                                  |
| isländska    | 1957          | Karl Ísfeld                                    | hela Kalevala                    |
| italienska   | 1909          | I. Cocchi                                      |                                  |
|              | 1910          | Paolo Emilio Pavolini                          |                                  |
| esperanto    | 1964          | Joh. Edv. Leppäkoski                           | nytryck med stor upplaga 1985    |
| norska       | 1967          | Albert Lange Fliflet                           | "i attdiktning ved" (nynorsk)    |
| färöiska     | 1993          | Jóhannes av Skarði                             |                                  |
| portugisiska | 2013          | Merja de Mattos-Parreira e Ana Isabel Soares   |                                  |
| spanska      | 1997          | Ramon Garriga-Marguès, Pirkko-Merja Lounavaara |                                  |
| meänkieli    | 2007, 2009    | Bengt Pohjanen                                 | Sångerna 1–4, sångerna 5–8       |